# Amiral Tribouts (destroyer)
L'Amiral Tribouts est un destroyer de la classe Oudaloï en service dans la marine russe, nommé d'après l'amiral Vladimir Tribouts.

## Historique
Il rejoint la flotte du Pacifique le 15 février 1986 et rattaché à la 183e brigade de guerre anti-sous-marine. Le navire sert dans l'océan Indien en 1987, au cours duquel il visite Aden, au Yémen. En 1990, le navire visite Penang, en Malaisie. Entre le 5 décembre 1992 et le 23 mai 1993, l'Amiral Tribouts entreprend des missions de maintien de la paix dans le golfe Persique, suivies d'une longue modernisation à Dalzavod (Vladivostok) qui dure de mars 1994 à mars 2003.
Reprenant du service, entre le 10 et le 15 février 2004, l'Amiral Tribouts rejoint le Varyag lors d'une visite à Incheon, en Corée du Sud, pour célébrer le centenaire de la bataille entre le Varyag de 1899 et la flotte japonaise lors de la bataille de la baie de Chemulpo. En 2005, le navire participe à des exercices conjoints avec l'Inde, visite Tanjung Priok en Indonésie, Singapour, Sattahip en Thaïlande, Da Nang au Viêt Nam, Victoria au Seychelles et Klang en Malaisie. Il participe ensuite à des exercices en compagnie des Moskva et Piotr Veliky et à des exercices conjoints avec la Force maritime d'autodéfense japonaise aux côtés de l'Amiral Panteleïev. Après une visite à Hô Chi Minh-Ville, au Viêt Nam, en avril 2012, le navire a rejoint ses navires-jumeaux Amiral Vinogradov et Marechal Shaposhnikov pour des exercices conjoints avec la marine de l'Armée populaire de libération. Le navire opère de nouveau au sein de la flotte du Pacifique à partir de 2021.
Fin décembre 2021, accompagné du croiseur Varyag, le destroyer quitte Vladivostok pour un long déploiement, consistant en des escales dans plusieurs pays. Le 11 janvier 2022, les navires de guerre rejoignent l'océan Indien et font escale à Cochin le 14 janvier 2022. En février 2022, dans le cadre de l'invasion russe de l'Ukraine, l'Amiral Tribouts, le Varyag et le pétrolier Boris Butoma se déploient en Méditerranée, rejoignant le 5e escadron opérationnel (en). En juillet 2022, le Varyag, l'Amiral Tribouts et le navire de renseignement Vassili Tatichtchev deviennent les premiers navires de la marine russe a opéré en mer Adriatique depuis le déploiement du Volk (en) en 1995 pendant les bombardements américains de la Bosnie-Herzégovine. Fin juillet, le destroyer Amiral Tribouts opère au large de Šibenik, le navire de renseignement Vassili Tatichtchev opère près de l'île de Palagruža, le croiseur Varyag opère près de Durrës, tandis que la frégate Amiral Grigorovitch reste en retrait, en dehors de la mer Adriatique.
En octobre 2022, les Varyag, Amiral Tribouts et Boris Butoma quittent la Méditerranée via le canal de Suez pour retourner à leurs bases dans le Pacifique. Le 18 novembre, les trois navires atteignent Vladivostok.
Le 27 octobre 2023, l'Amiral Panteleïev et l'Amiral Tribouts quittent l'Indonésie après une visite de courtoisie.